# Mordellistena rutila
Mordellistena rutila là một loài bọ cánh cứng trong họ Mordellidae. Loài này được Liljeblad miêu tả khoa học năm 1917.